# Arena Ethias
Arena Ethias este cea mai mare arenă în Hasselt, Belgia. Ea este utilizată pentru concerte de muzica, evenimente sportive (tenis, ciclism de interior, sărituri, etc.), precum și alte evenimente mari. Arena a fost deschisă în 2004 și are o capacitate de 21600 de persoane. Arena Ethias face parte din  Grenslandhallen și are o suprafață de 13600 de metri patrati.

## Evenimente importante
- 2005 - a găzduit Concursul Muzical Eurovision Junior 2005